# 社会主义替代 (波兰)
社会主义替代（波蘭語：Alternatywa Socjalistyczna）是波兰的一个托洛茨基主义政党。该党起源于工人组织“反资本主义攻势”。2004年2月，该党成为工人国际委员会的同情支部。在2011年以前，该党命名为争取工人党团体。该党的意识形态是社会主义、马克思主义、托洛茨基主义。该党的政治立场是极左翼。该党出版刊物《工人团结》。该党是国际社会主义替代的支部。